# Toma uno
Toma Uno es el primer álbum de estudio de la banda dominicana Aljadaqui.
Del mismo se desprendieron seis sencillos # 1 en las estaciones de radio especializadas del género en República Dominicana.
Fue nominado como Álbum Del Año en las premiaciones Lo Mejor del Rock Dominicano de 1999.

## Lista de canciones
- 1. Mentirosa
- 2. Vagancia En Son
- 3. No Queda Más (Acústico)
- 4. Fuego Informal
- 5. Si Piensas Volver
- 6. Paso la Vida Pensando
- 7. Vivir
- 8. Quieres Calor
- 9. De Medio La'o
- 10. No Queda Más

- Datos: Q2842815